# Nadja (série télévisée d'animation)
Pour les articles homonymes, voir Nadja.
Nadja (明日のナージャ, Ashita no Nadja) est un anime en 50 épisodes de 24 minutes produit par Toei Animation et diffusé entre le 2 février 2003 et le 25 janvier 2004. En France, il a été diffusé entre le 19 décembre 2004 et le 27 novembre 2005 sur M6 dans M6 Kid.
Un manga en 2 tomes édité par Kōdansha a été prépublié simultanément à la diffusion, un mois après le début de l'anime, entre mars 2003 et février 2004, dans le magazine Nakayoshi. Il est signé « Izumi Tōdō », un pseudonyme collectif désignant l’équipe de Tôei Animation.
Aucune sortie française n'est prévue, mais la série est déjà disponible en français au Québec en deux coffrets. Le premier coffret, comprenant 26 épisodes, est sorti le 10 novembre 2007, et un autre, comprenant les 24 derniers épisodes, le 29 avril 2008, en zone 1 (Amérique du Nord) chez l'éditeur Imavision.

## Synopsis
Nadja est une orpheline qui voit sa vie prendre un nouveau tournant lorsqu'à son treizième anniversaire elle reçoit de la part d'un mystérieux expéditeur un paquet contenant une robe de bal et un carnet, tous deux appartenant à sa mère. La seule chose que Nadja possède depuis qu'elle est arrivée à l'orphelinat est une broche qui avait, elle aussi, appartenu à sa mère. Un soir, alors qu'un incendie éclate à l'orphelinat, Nadja est poursuivie par deux hommes qui s’intéressent à sa broche. C'est alors qu'apparaît un mystérieux chevalier aux yeux bleus. Sauvant Nadja, il la confie à la compagnie Dandelion, une troupe d'artistes itinérante, dans laquelle l'orpheline deviendra danseuse. Nadja quitte l'Angleterre avec la compagnie afin de parcourir le monde pour retrouver sa mère toujours en vie.

## Personnages
- Nadja Applefield (héroïne et danseuse de la Compagnie Dandelion)
- François de Harcourt
- Charles de Harcourt (la Rose Noire)
- George Haskill (chef de la Compagnie Dandelion)
- Anna Petrova (grand-mère)
- Sylvie Arte (chanteuse de la Compagnie Dandelion)
- Abel Geiger (clown de la Compagnie Dandelion)
- Thomas O'Brien (violoniste de la Compagnie Dandelion)
- Kennosuke Tsurugi (samouraï de la Compagnie Dandelion)
- Rita Rossi et ses lionceaux Vanille et Chocolat (dompteuse de la Compagnie Dandelion)
- Rosemary Applefield (amie d'enfance de Nadja / Princesse Rosemary)
- Rocco et Bianco (détectives privé)
- Duc de Preminger (grand-père de Nadja)
- Collette de Preminger (mère de Nadja)
- Herman Preminger (oncle de Nadja)
- Oscar Colorado (beau-fils de Herman)
- Herbie Livingston (journaliste du Montmartre Journal)
- Terry Livingston (petit frère d'Herbie)
- Christian Strand (l’égyptologue / la momie aux lunettes)
- Marianne Hamilton (amie d'enfance de François)
- Antonio Fabiani (l'usurier)
- Leonardo Cardinare
- Thierry Rothschild
- Fernando Gonzales
- Raphael le troubadour (l'ange aux ailes brisées)

## Distribution

### Voix originales
- Ami Koshimizu : Nadja Applefield
- Kazuya Ichijo : George Haskill (Chef)
- Hisako Kyoda : Anna Petrova (Grand-mère)
- Fumiko Orikasa : Sylvie Arte
- Takumi Yamazaki : Abel Geiger
- Daisuke Kishio : Thomas O'Brien
- Reiko Kiuchi : Kennosuke Tsurugi
- Ikue Ohtani : Rita Rossi
- Mitsuki Saiga : Francis Harcourt (François), Keith Harcourt (Charles)
- Kenjiro Tsuda : Herbie Livingston
- Yusuke Oguri : Christian Strand
- Kenji Nomura : Rosso
- Kazunari Kojima : Bianco
- Reiko Yasuhara : Collette de Preminger
- Eiji Maruyama : Le Duc de Preminger
- Issei Futamata : Herman Preminger
- Rumi Shishido : Rosemary Applefield

### Voix françaises
- Bérangère Jean : Nadja Applefield, Collette de Preminger, Terry Livingstone
- Nathalie Bienaimé : Sylvie Arte, Kennosuke Tsurugi, Rita Rossi, Rosemary Applefield, voix additionnelles
- Bruno Magne : Chef George Haskill, Abel Geiger, Herbie Livingstone, Rosso et Bianco, Leonardo Cardinare, Antonio Fabiani, Le Duc de Preminger, voix additionnelles
- Thierry Bourdon : François de Harcourt, Charles de Harcourt, Herman Preminger, Christian Strand, voix additionnelles
- Claude Lombard : Anna Petrova (Grand-Mère), voix additionnelles
- Version française
  - Studio de doublage : Chinkel
  - Direction artistique : Claude Lombard
  - Adaptation : Hélène Castets, Claude Lombard (chansons)
  - Interprétation de la chanson du générique de début et de fin: Katia Aznavour

## Liste des épisodes
| No | Titre français                   | Titre japonais                   | Titre japonais                                                                                                  | Date de 1re diffusion |
| No | Titre français                   | Kanji                            | Rōmaji | Date de 1re diffusion |
| -- | -------------------------------- | -------------------------------- | --- | --------------------- |
| 1  | La porte du destin               | ナージャ、運命の扉               | Nāja, Unmei no Tobira (Nadja, la porte du destin)                                                               | 2 février 2003        |
| 2  | La nuit de la Rose Noire         | 怪盗黒バラの夜                   | Kaitō Kuro Bara no Yoru (Le voleur fantôme de la nuit La Rose Noire)                                            | 9 février 2003        |
| 3  | Kennosuke, l'intrépide           | サムライ・ケンノスケ大暴走       | Samurai Kennosuke Daibōsō (La grande fugue du Samurai Kennosuke)                                                | 16 février 2003       |
| 4  | Christian, l'expert en momies    | 舞姫ナージャとミイラ博士         | Maihime Nāja to Mīra Hakase (La princesse danseuse Nadja et l'expert en momies)                                 | 23 février 2003       |
| 5  | Le bal des Harcourt              | 星の夜・二人だけのワルツ         | Hoshi no Yoru: Futaridake no Warutsu (La nuit étoilée: une valse juste pour deux)                               | 2 mars 2003           |
| 6  | Carnet de bal                    | 母子を結ぶ舞踏会の日記           | Hahako o musubu butōkai no Nikki (Le journal de bal qui relie mère et fille)                                    | 9 mars 2003           |
| 7  | Le bal masqué                    | 仮面舞踏会のワナ                 | Kamenbutōkai no Wana (Le piège au bal masqué)                                                                   | 16 mars 2003          |
| 8  | L'ange aux ailes brisées         | 折れた翼と恋の涙                 | Oreta tsubasa to Koi no Namida (Ailes brisées et larmes d'amour)                                                | 23 mars 2003          |
| 9  | Le virtuose solitaire            | 悩める天才ピアニスト             | Nayameru tensai pianisuto (Le pianiste de génie troublé)                                                        | 30 mars 2003          |
| 10 | La boîte à musique               | ふたつの想い出オルゴール         | Futatsu no omoide orugōru (Mémoires avec la boite à musique pour deux)                                          | 6 avril 2003          |
| 11 | La déclaration                   | 危機一髪！パリの告白             | Kiki Ippatsu! Pari no kokuhaku (De Justesse! Les confessions de Paris)                                          | 13 avril 2003         |
| 12 | Le trésor de Jeanne d'Arc        | 大切なシャツの願い事             | Takarasagashi wa Romanchikku!? (La chasse au trésor est romantique !?)                                          | 20 avril 2003         |
| 13 | Un baiser à la lueur de l'aube   | 朝陽の中のフランシス             | Asahi no naka no Furanshisu (Francis au soleil du matin)                                                        | 27 avril 2003         |
| 14 | Petits et gros mensonges         | アルプス花祭りのウソ             | Arupusu hanamatsuri no uso (Le mensonge de la Fête des Fleurs des Alpes)                                        | 4 mai 2003            |
| 15 | Au cœur de l'orage               | 嵐の中の家族                     | Arashi no naka no Kazoku (La famille dans l'orage)                                                              | 11 mai 2003           |
| 16 | Entre raison et sentiments       | わからない！大人の恋愛ゲーム！   | Wakaranai! Otona no ren'ai gēmu! (Je ne sais pas! Le jeu de romance pour adultes)                               | 18 mai 2003           |
| 17 | Chassé-croisé à Milan            | 愛と野望のミラノ                 | Ai to yabō no Mirano (Milan d'alour et d'ambition)                                                              | 25 mai 2003           |
| 18 | Le chagrin d'une mère            | ヴェネツィア、涙のマンマ・ミーア | Venetsia, namida no Manma Mīa (Venise, les larmes de Mama Mia)                                                  | 1er juin 2003         |
| 19 | Le retour de la Rose Noire       | 霧の夜・黒バラの真実             | Kiri no Yoru: Kuro Bara no Shinjitsu (Une nuit de brouillard: La vérité sur la Rose Noire)                      | 8 juin 2003           |
| 20 | Tous les destins mènent à Rome   | 危険がいっぱい！ローマのデート   | Kiken ga ippai! Rōma no Dēto (Beaucoup de dangers ! Le rendez-vous de Rome)                                     | 22 juin 2003          |
| 21 | Les deux anniversaires           | すれ違う母娘・ふたつの誕生日     | Surechigau Oyako: Futatsu no Tanjōbi (Mère et Fille se croisant: Les deux anniversaires)                        | 29 juin 2003          |
| 22 | L'incendie                       | 助けて！炎の記憶                 | Tasukete! Honō no kioku (A l'aide ! Les mémoires de feu)                                                        | 6 juillet 2003        |
| 23 | Le vaisseau fantôme              | 恐怖！地中海の幽霊船             | Kyōfu! Chichūkai no yūreibune (Terreur! Le navire fantôme en Méditerranée)                                      | 13 juillet 2003       |
| 24 | L'homme en habit de lumière      | オーレ！太陽の闘牛士とフラメンコ | Ōre! Taiyō no Tōgyū-shi to Furamenko (Olé! Toreros du soleil et flamenco)                                       | 20 juillet 2003       |
| 25 | Le retour de la belle traîtresse | 帰ってきた裏切りの美女           | Kaettekita uragiri no Bijo (Le retour de la belle traîtresse)                                                   | 27 juillet 2003       |
| 26 | La face cachée de François       | フランシスの向こう側             | Furanshisu no mukō-gawa (L'autre côté de Francis)                                                               | 3 août 2003           |
| 27 | Le rêve de Kennosuke             | 空飛ぶケンノスケ！               | Soratobu Kennosuke! (Vole Kennosuke!)                                                                           | 10 août 2003          |
| 28 | Princesse Rosemary               | 危険なプリンセス                 | Kiken'na purinsesu (La princesse dangereuse)                                                                    | 17 août 2003          |
| 29 | Quelle vie merveilleuse !        | 夏祭りにタップが消えた!          | Subarashiki jinsei! Hikari to kage o mita otoko (Une vie merveilleuse ! L'homme qui a vu la lumière et l'ombre) | 24 août 2003          |
| 30 | Les épines de la Rose Blanche    | 泥まみれの白バラ                 | Doromamire no Shiro Bara (La Rose Blanche boueuse)                                                              | 31 août 2003          |
| 31 | Ne pleure pas, Pierrot           | 泣かないピエロ                   | Nakanai Piero (Le clown qui ne pleure pas)                                                                      | 7 septembre 2003      |
| 32 | Le secret de la bague            | ナイルの果て・指輪の秘密         | Nairu no hate: Yubiwa no Himitsu (La fin du Nil: Le secret de l'anneau)                                         | 14 septembre 2003     |
| 33 | La broche disparaît              | ピラミッドに消えたブローチ       | Piramiddo ni kieta burōchi (La broche disparue dans la pyramide)                                                | 21 septembre 2003     |
| 34 | Au revoir, la compagnie          | さよならダンデライオン一座       | Sayonara, Danderaion Ichiza (Au revoir, la Compagnie Dandelion)                                                 | 28 septembre 2003     |
| 35 | Ironie du sort                   | 風のいたずら・運命の皮肉         | Kaze no itazura: Unmei no Hiniku (Le mauvais tour du vent: L'ironie du sort)                                    | 5 octobre 2003        |
| 36 | La Rose Noire en danger          | 危うし！命を賭けた黒バラ         | Ayaushi! Inochi o kaketa Kuro Bara (Danger! La Rose Noire joue sa vie)                                          | 12 octobre 2003       |
| 37 | Opération broche                 | 明暗！ブローチ奪還作戦           | Meian! Burōchi dakkan sakusen (Lumière et ombre ! La stratégie de récupération de la broche)                    | 19 octobre 2003       |
| 38 | Sombre manigance                 | ローズマリー笑顔の陰謀           | Rōzumarī: Egao no Inbō (Rosemarie: Le manigance derrière le sourire)                                            | 26 octobre 2003       |
| 39 | Rendez-moi ma mère               | 盗らないで！私のお母さん         | Toranaide! Watashi no okāsan (Ne la vole pas! Ma maman)                                                         | 9 novembre 2003       |
| 40 | Un choix difficile               | 決意の朝！本当の旅立ち           | Ketsui no Asa! Hontō no Tabidachi (La matinée du choix! L'heure du départ)                                      | 16 novembre 2003      |
| 41 | Voyage en solitaire              | 喜びも苦しみもひとり旅           | Yorokobi mo Kurushimi mo hitori tabi (Voyager seule avec joie et difficultés)                                   | 23 novembre 2003      |
| 42 | Les ailes de l'espoir            | ひとりぼっちの故郷               | Hitori botchi no furusato (Seule à la maison)                                                                   | 30 novembre 2003      |
| 43 | Berceuse pour piano              | ピアノがつなぐ子守歌             | Piano ga tsunagu komoriuta (La berceuse au piano)                                                               | 7 décembre 2003       |
| 44 | Le choix de Nadja                | どっちが好き？究極の選択！       | Dotchi ga suki? Kyūkyoku no sentaku! (Lequel préfères-tu ? Le choix ultime !)                                   | 14 décembre 2003      |
| 45 | Le triangle amoureux             | 三人模様・ぐらつく恋心           | Sannin Mōyō Guratsugu Koigokoro (L'amour à trois : la romance vacillante)                                       | 21 décembre 2003      |
| 46 | La confrontation                 | 二人のナージャ、対決！           | Futari no nāja, taiketsu! (La confrontation des deux Nadjas)                                                    | 28 décembre 2003      |
| 47 | Une grave méprise                | 沈黙！囚われの白バラ             | Chinmoku! Toraware no Shiro Vara (Silence! La Rose Blanche capturée)                                            | 4 janvier 2004        |
| 48 | Adieu, la Rose Noire             | 逆転！黒バラの最後               | Gyakuten! Kuro Bara no saigo (Renversement! La fin de la Rose Noire)                                            | 11 janvier 2004       |
| 49 | Le pouvoir de la vérité          | 諦めない！真実の力               | Akiramenai! Shinjitsu no chikara (Ne pas lâcher ! Le pouvoir de la vérité)                                      | 18 janvier 2004       |
| 50 | La porte du destin               | 新たなる運命の扉                 | Aratanaru Unmei no Tobira (La porte d'un nouveau destin)                                                        | 25 janvier 2004       |